# أوين فيليبس
أوين فيليبس (بالإنجليزية: Owen Forbes Phillips)‏ هو عسكري أسترالي، ولد في 9 يونيو 1882 في وارويك في أستراليا، وتوفي في 15 مايو 1966 في Beaumaris, Victoria ‏ في أستراليا.